# Селфи (фильм)
«Се́лфи» — российский психологический триллер режиссёра Николая Хомерики по сценарию Сергея Минаева, основанный на его романе «Духless 21 века. Селфи». Выход фильма состоялся 1 февраля 2018 года.
Главные роли исполнили Константин Хабенский и Фёдор Бондарчук, а также в фильме снялись Юлия Хлынина, Анна Михалкова и Северия Янушаускайте.
Продюсерами фильма являются Петр Ануров, Фёдор Бондарчук и Дмитрий Рудовский.
Телевизионная премьера фильма состоялась 29 июня 2019 года на телеканале НТВ.

## Сюжет
Главного героя — популярного писателя и телеведущего Владимира Богданова внезапно заменяет абсолютный двойник. Он отнимает у Богданова работу, славу, жену, любовницу и справляется с его ролью куда лучше оригинала. Он полностью копирует его — жесты, мимика, даже шутит так, что никто не заподозрил подмены. Богданов смотрел в экран, как в зеркало. Двойник вел его телепередачу, встречался с его фанатами-читателями, жил с его женщинами, выпивал в баре с его друзьями... Это произошло вмиг — раз — тебя стерли, твою личность, и тут бессильны лучшие психоаналитики. Публичный и успешный, остроумный и циничный, Богданов лишился всего, чего добивался годами, выстраивая свою карьеру и жизнь. И теперь он отчетливо понимает: копия лучше и честнее его самого, битва за себя проиграна. И только дочь хочет вернуть истинного Богданова. Владимиру удается убедить в существовании двойника Максима. После чего Максима убивают. Жанна тоже встает на сторону Богданова и гибнет в результате покушения. Богданов доказывает о существовании доппельгангера Лере. И она соглашается ему помочь. Владимир переигрывает своего доппельгангера, оставшись на свободе с дочерью. Двойник "получил все, что хотел, и улетел, как Мишка Олимпийский".

## В ролях
- Константин Хабенский — Владимир Богданов / доппельгангер
- Юлия Хлынина — Жанна, ассистентка Богданова, которая безнадёжно в него влюблена
- Мария Серова — Даша, дочь Богданова
- Анна Михалкова — Вика, бывшая жена Богданова
- Фёдор Бондарчук — Максим, лучший друг Богданова
- Северия Янушаускайте — Лера, жена Пирмана и любовница Богданова
- Ростислав Бершауэр — Пирман, скандально известный предприниматель-застройщик
- Семён Штейнберг — Игорь
- Варвара Феофанова — Катя
- Дмитрий Поднозов — доктор
- Сергей Минаев — писатель

## Создатели
- Режиссёр-постановщик: Николай Хомерики
- Автор сценария: Сергей Минаев
- Оператор-постановщик: Владислав Опельянц
- Композитор: Игорь Вдовин
- Продюсеры: Пётр Ануров, Фёдор Бондарчук, Дмитрий Рудовский

## Критика
Фильм получил в основном негативные оценки со стороны кинокритиков:
Эрик М. Кауфман, «Петербургский телезритель»:

…потенциал задумки вылился в настолько скучное пережёвывание избитых истин, что хочется плакать на этом кладбище хороших идей. Претензии Минаева на «голос поколения» выглядят просто убого — как и попытка придать сюжету неправдоподобную реалистичность. А пара ярких мыслей тупо проговаривается в лоб в закадровых монологах героя. Хабенский не реализовал возможности двойной роли — оригинал и двойник ничем не отличаются. Может быть поэтому во всём фильме имеется всего один(!) кадр, в котором мы видим двух Хабенских сразу. Девочка в роли дочки играет просто отвратительно. Недоумение вызывает и ряд совершенно неуместных реминисценций. А повторяющаяся отсылка к гоголевскому «Носу» (хотя гораздо больше чувствуются «уши» «Двойника» Достоевского) только подчеркивает, что у создателей этого опуса нос не дорос тягаться с классиками.

Алексей Литовченко, «Российская газета»:

Взять, допустим, какого-нибудь Сергея Минаева и заменить его другим Сергеем Минаевым (речь, понятно, не о «первом советском поющем диск-жокее», этот Сергей Минаев уникален). Заметит ли кто-нибудь разницу? Да навряд ли. Книжки его всё равно ни один нормальный человек больше одного раза не открывает, как и его шоу никто в здравом уме добровольно не смотрит. Но в том-то и дело: Богданов — и есть Минаев. Альтер эго, так сказать. У Минаева вон и дочка от расторгнутого брака тоже есть, и журнал, где Минаев значится главредом, у Богданова в квартире обложкой кверху на видном месте лежит. Ну и — самое главное — Минаев сам же написал сценарий по своему же роману. Факты налицо. Даже когда Богданова на пресс-коференции спрашивают, насколько герой его «Костей» (или «Кость») автобиографичен, и тот отвечает, мол, ну что вы, я гораздо хуже, это звучит скорее как кокетство. Стало быть, мы имеем дело с рефлексией Сергея Минаева. Что уже само по себе довольно тоскливо. К тому же рефлексия эта — пополам с нарциссизмом. Женщины все поголовно Богданова-Минаева любят, такой он весь успешный, стильный, Хабенский, «голос поколения», опять же. Чудо, а не мужик. Правда, эмпатии не вызывает абсолютно никакой.

Антон Долин, «Meduza»:

Броское название фильма сослужило его авторам плохую службу. В конце концов, как ни играй с метафорами, любое «селфи» — прежде всего, акт нарциссизма и замкнутости на себе. Бывает так: стараешься сделать селфи повыигрышней, а потом смотришь на снимок и себя не узнаёшь. С таким же трудом замысел создателей «Селфи» отражается в картине, которая у них получилась. И не найдешь, если не всмотришься, будто перед нами и не фильм вовсе, а его тщательно сконструированный двойник.

Марина Аглиуллина, «buro247»:

Герой Минаева всё ещё живёт где-то в 2000-х, когда было круто тусоваться в гипергламурных клубах и гордиться тем, что нюхаешь кокаин в туалетах тех же клубов. Герои сегодняшнего дня всё же другие: они морщатся от чрезмерной позолоты гламура 2000-х, разве что переосмысливают его по-своему, занимаются спортом и следят за тайм-менеджментом. Да и вообще, у мира есть более насущные проблемы, чем усталость от успеха и богатства, а напыщенные размышления о том, что селфи — это приукрашенная версия человека, в 2018-м вызывают только сонливость, как и концовка нового романа главного героя — «я сам сделал этот выбор».